# Linia nurtu
Linia nurtu – linia ciągła łącząca miejsca o największej głębokości w korycie rzeki i przeważnie największej prędkości przepływu. Zwykle z powodu nierówności dna, linia nurtu nie znajduje się na środku rzeki, ale przemieszcza się od brzegu do brzegu. Prowadzi to do powstawania meandrów.